# Col de Jougne
Der Col de Jougne ist ein Gebirgsübergang über den französischen Jura im Zuge der französischen Nationalstraße N 57 (Europastraße E 23 / von 1824 bis 1973 Nationalstraße N 67), das ist die Verbindung Besançon/Dijon-Pontarlier-Lausanne. Die Passhöhe beträgt 1008 Meter. Im Zuge des Passes wird die Europäische Hauptwasserscheide zwischen dem Einzugsgebiet von Rhein und Rhone überquert.
Direkt auf der Passhöhe liegt ein Kreisverkehr, von hier an ist die Straße in Richtung Pontarlier über mehrere Kilometer vierspurig ausgebaut (Umgehung des Ortes Les Hôpitaux-Neufs). Südlich des Passes senkt sich die Straße durch den Ort Jougne und die Staatsgrenze der Schweiz nach Vallorbe.